# Omega Canis Majoris
Désignations
Omega Canis Majoris (ω Canis Majoris / ω CMa) est une étoile variable de quatrième magnitude de la constellation du Grand Chien. Elle présente une parallaxe annuelle de 3,58 mas mesurée par le satellite Hipparcos, ce qui signifie qu'elle est distante de ∼ 910 a.l. (∼ 279 pc) de la Terre. Elle s'éloigne du Soleil à une vitesse radiale de +23 km/s.

## Spectre et variabilité
Omega Canis Majoris est une étoile bleue-blanc de type spectral B2 IV-Ve ; il s'agit d'une étoile Be dont le spectre montre à la fois des traits d'une étoile sur la séquence principale et d'une étoile sous-géante. Il s'agit de l'une des étoiles Be les plus étudiées de l'hémisphère céleste sud, et comme de nombreuses étoiles de ce type, elle est variable. Elle est plus précisément classée comme une étoile variable de type Gamma Cassiopeiae, dont la luminosité et la vitesse radiale varient toutes deux selon un cycle primaire de 1,372 jour. La variation en luminosité, qui est comprise entre les magnitudes +3,60 et +4,18, montre des changements au cours du temps, ce qui suggère qu'il existe en fait deux périodes de 1,37 et de 1,49 jour qui se superposent. L'étoile subit également des variations périodiques transitoires qui font suite à des éruptions (outbursts),.

## Propriétés
Omega Canis Majoris est une jeune étoile âgée d'environ 22,5 millions d'années et qui est dix fois plus massive que le Soleil. Son rayon est 10,5 fois plus grand que le rayon solaire, elle est estimée être 13 081 fois plus lumineuse que le Soleil et sa température de surface est de 17 170 K. L'étoile se présente, vue de la Terre, quasiment par ses pôles, ce qui signifie que sa vitesse de rotation projetée de 80 km/s n'est qu'une fraction de sa véritable rotation équatoriale, estimée à 350 km/s. Elle est entourée par un disque circumstellaire symétrique de matériel qui est chauffé par l'étoile, ce qui est à l'origine des raies en émission observées dans le spectre de l'étoile.